# Maximiliano Lugo
Maximiliano Lugo, né le 4 décembre 1989 à Lanús en Argentine, est un footballeur argentin. Il évolue au poste de milieu gauche avec le club du CA Belgrano.

## Biographie
Il joue un match en Copa Sudamericana avec le CA Lanús.
Il inscrit 14 buts dans le championnat du Paraguay avec l'équipe de Rubio Ñu.